# Rival Sons
Rival Sons es una banda estadounidense de hard rock proveniente de Long Beach, California, formada en el año 2009 de las cenizas de la banda Black Summer Crush. Está conformada por el cantante Jay Buchanan, el guitarrista Scott Holiday, el bajista Dave Beste y el baterista Michael Miley.

## Historia
Rival Sons se formó en Long Beach en 2009 por Jay Buchanan, Scott Holiday, Robin Everhart y Michael Miley, tras la disolución de Black Summer Crush, anterior banda del guitarrista Scott Holiday. En 2006, Holiday se encontró con Buchanan mientras buscaba un cantante en MySpace. Buchanan había publicado dos trabajos como solista; All Understood en 2004 y el EP True Love en 2006. Por su parte, Scott Holiday había estado activo en varias bandas, incluyendo Human Lab, que firmaron con Atlantic Records, pero que dejó para formar Black Summer Crush junto al baterista Michael Miley (que había trabajado anteriormente con Buchanan) y el bajista Robin Everhart.
Como cantautor, Buchanan se mostró escéptico acerca de unirse a una banda de rock and roll, pero después de ver la recepción del álbum debut de la banda, Before the Fire (2009), producido por Dave Cobb, Buchanan se comprometió con Rival Sons a tiempo completo. Fueron invitados a telonear a AC/DC, Alice Cooper, Black Sabbath y Kid Rock. También realizaron una actuación durante un espectáculo televisado en las 500 Millas de Indianápolis.
Después del éxito de Before the Fire, la banda grabó un EP homónimo (lanzado de forma independiente) en 2010, que llamó la atención de Digby Pearsonl, fundador de Earache Records, quien les ofreció un contrato discográfico en noviembre de ese mismo año. La firma condujo a la banda a grabar inmediatamente el álbum Pressure & Time a principios de 2011. Previamente al lanzamiento del álbum, Earache Records había vuelto a publicar digitalmente su EP homónimo, del cual se extrajo su primer sencillo europeo, "Torture".
Rival Sons tocaron en la fiesta de la Super Bowl "Aces & Angels", organizada por Gene Simmons el 2 de febrero de 2011, antes de debutar en Europa en el Barfly londinense el 12 de febrero de 2011, como parte del festival HMV Next Big Thing junto a la banda Vintage Trouble, con todas la entradas agotadas vendidas por anticipado, lo que dio origen una serie casi ininterrumpida de conciertos con entradas agotadas en Europa. En marzo de 2011 se anunció la participación de la banda en festivales como la Canadian Music Week, SXSW y House of Blues.
Rival Sons lanzó Pressure & Time en junio de 2011. Alcanzó el número uno en ventas de Hard Rock de Amazon y el puesto 19 en la lista Billboard Hot 100. Storm Thorgerson, que había trabajado con bandas como Pink Floyd, Led Zeppelin y Genesis, creó la portada del álbum. Durante el verano de 2011 regresaron a Europa para participar en una serie de festivales como Azkena, Sonisphere, Rock Werchter, Main Square, Putte Parken y Bospop. Luego, la banda se unió a Judas Priest, Queensrÿche y Lady Starlight en una gira por el Reino Unido.
El tema "Torture" fue incluido en la banda sonora de la película Real Steel en octubre de 2011. la banda actuó, a petición personal de Amy Lee, junto a Evanescence en octubre de 2011. En 2012 participaron en el Harald Schmidt Show y realizaron una actuación acústica en los premios anuales Classic Rock celebrada en el Roundhouse de Londres. Fueron votados como 'Mejor Banda Nueva' por los oyentes de Planet Rock Radio. A mediados de 2012, Pressure & Time fue votado como el álbum número dos del año y la banda fue nombrada "Artista Revelación del Año" por la revista Classic Rock.
En febrero de 2012, la banda entró en los estudios Honey Pye en Nashville, Tennessee, para grabar su tercer álbum de larga duración, Head Down con la producción de Dave Cobb y bajo la supervisión del galardonado ingeniero Vance Powell. Durante este tiempo, se reeditó Pressure & Time en una edición de lujo de la que se extrajo el último sencillo del álbum, "Face of Light". En verano se embarcaron en una larga gira de festivales por Estados Unidos, Canadá y Europa, donde compartieron escenario con bandas como Evanescence, Eagles of Death Metal y Black Stone Cherry.
Head Down fue lanzado en septiembre de 2012 con gran éxito de crítica. El álbum se ubicó en el número 31 en la lista de álbumes del Reino Unido, el número 5 en la lista independiente del Reino Unido, el número 6 en Suecia, el número 13 en Finlandia, el número 14 en Noruega, el número 30 en Suiza y el número 38 en Alemania. El sencillo debut "Keep On Swinging" fue Trending topic en Twitter. En marzo de 2013, la banda apareció en el programa de televisión Jimmy Kimmel Live!. El 7 de marzo de 2013, partieron a una nueva gira por Europa que culminó con un concierto con las entradas agotadas en el Shepherd's Bush Empire de Londres.
Rival Sons realizó una pequeña gira por el medio oeste de Estados Unidos en mayo antes de regresar a Europa en junio para tocar en más festivales de verano. Durante este tiempo, el bajista Robin Everhart abandonó la banda por motivos personales, declarando al respecto: "Después de años de giras intensivas con Rival Sons, he llegado a la conclusión de que no soy un guerrero de la carretera y que el estilo de vida del rock 'n' roll es no para mí." Everhart fue sustituido por Dave Beste. 
En enero de 2014, Rival Sons regresó al estudio de Nashville, de nuevo con la producción de Cobb para grabar su cuarto álbum. Great Western Valkyrie fue lanzado en junio de 2014 con gran éxito de crítica. Incluso antes del lanzamiento del álbum, Rival Sons comenzó su gira europea de 2014 como teloneros de Aerosmith en Helsinki y Estocolmo. La gira de verano continuó por Europa con fechas en clubes y festivales, culminando en el Festival de la Isla de Wight. Tras pasar por Estados Unidos y Canadá a mediados del verano, regresaron al norte de Europa para cuatro grandes festivales, terminando el verano con un viaje a Sudáfrica para tocar en el Festival Oppikopi.
En octubre de 2015 grabaron su quinto álbum, Hollow Bones, nuevamente con la producción musical de Cobb, en solo tres semanas. Rival Sons realizó una gira por el Reino Unido de marzo a abril de 2015 y tocó en el escenario principal del Download Festival en 2016. Hollow Bones se lanzó oficialmente en julio de 2016. A lo largo de 2016 y principios de 2017, realizaron una gira como teloneros de Black Sabbath.
El 27 de febrero de 2018, se anunció oficialmente que Rival Sons había firmado con Low Country Sound, un sello de Elektra dirigido por Dave Cobb. Publicaron su sexto álbum de estudio, Feral Roots, el 25 de enero de 2019, con gran éxito de crítica. El álbum recibió nominaciones a dos Premios Grammy en 2020, uno a Mejor Álbum de Rock y otro a Mejor Interpretación de Rock por la canción "Too Bad". También ganó el Premio Metal Storm 2019 al Mejor Álbum de Hard Rock.
El 9 de mayo de 2019, la banda apareció en el Late Late Show con James Corden, interpretando "Too Bad". En el otoño de 2019, la banda aprovechó el éxito de Feral Roots y se embarcó en una gira junto a Stone Temple Pilots por Norteamérica.
En febrero de 2021 la banda anunció la creación de su propio sello discográfico, Sacred Tongue Recordings.

## Miembros

### Actuales
- Jay Buchanan – voz, armónica (2009–presente)
- Scott Holiday – guitarra (2009–presente)
- Mike Miley – batería (2009–presente)
- Dave Beste – bajo (2013–presente)

### Exmiembros
- Robin Everhart – bajo (2009–2013)

## Discografía

### Álbumes de estudio
- 2009 - Before the Fire
- 2011 - Pressure & Time
- 2012 - Head Down
- 2014 - Great Western Valkyrie
- 2016 - Hollow Bones
- 2019 - Feral Roots
- 2023 - Darkfighter
- 2023 - Lightbringer